# 中谷宇吉郎雪の科学館
中谷宇吉郎雪の科学館（なかやうきちろうゆきのかがくかん、英語: Nakaya Ukichiro Museum of Snow and Ice）は、石川県加賀市に位置する中谷宇吉郎の雪にまつわる博物館である。

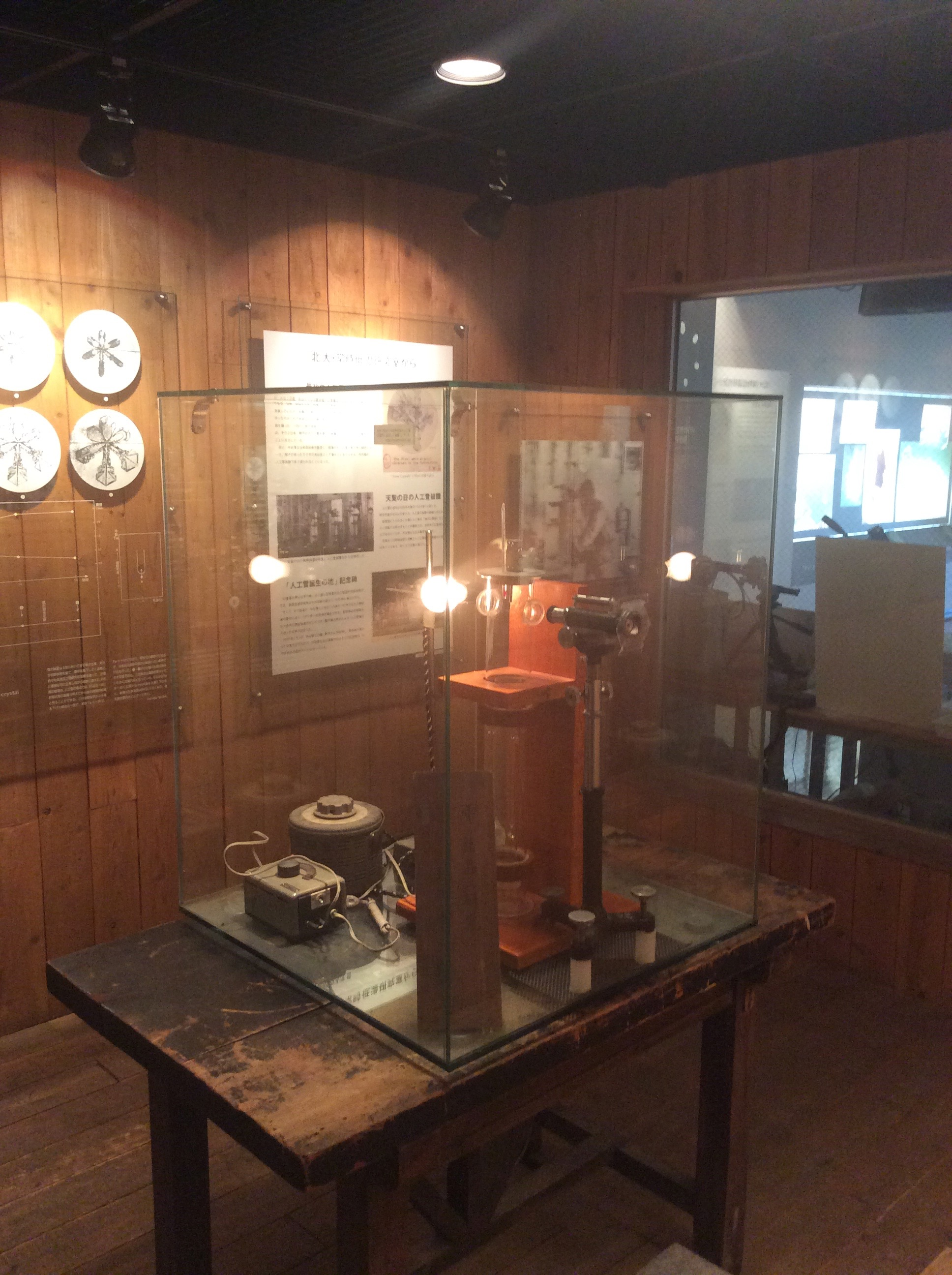
館内の様子。中谷が使用したオリジナルの雪の結晶の作成装置。

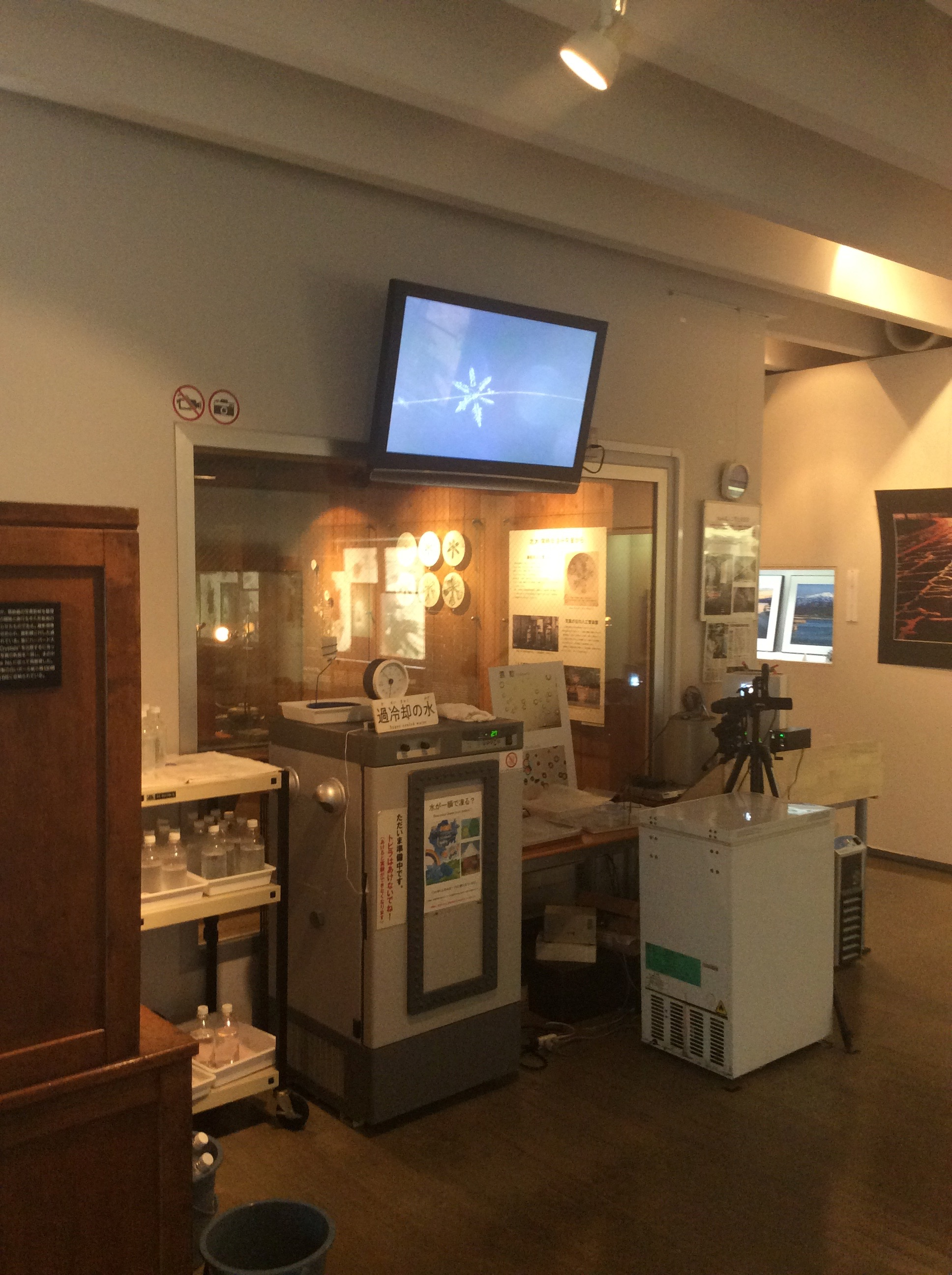
館内の様子。中谷の雪の結晶の再現実験。

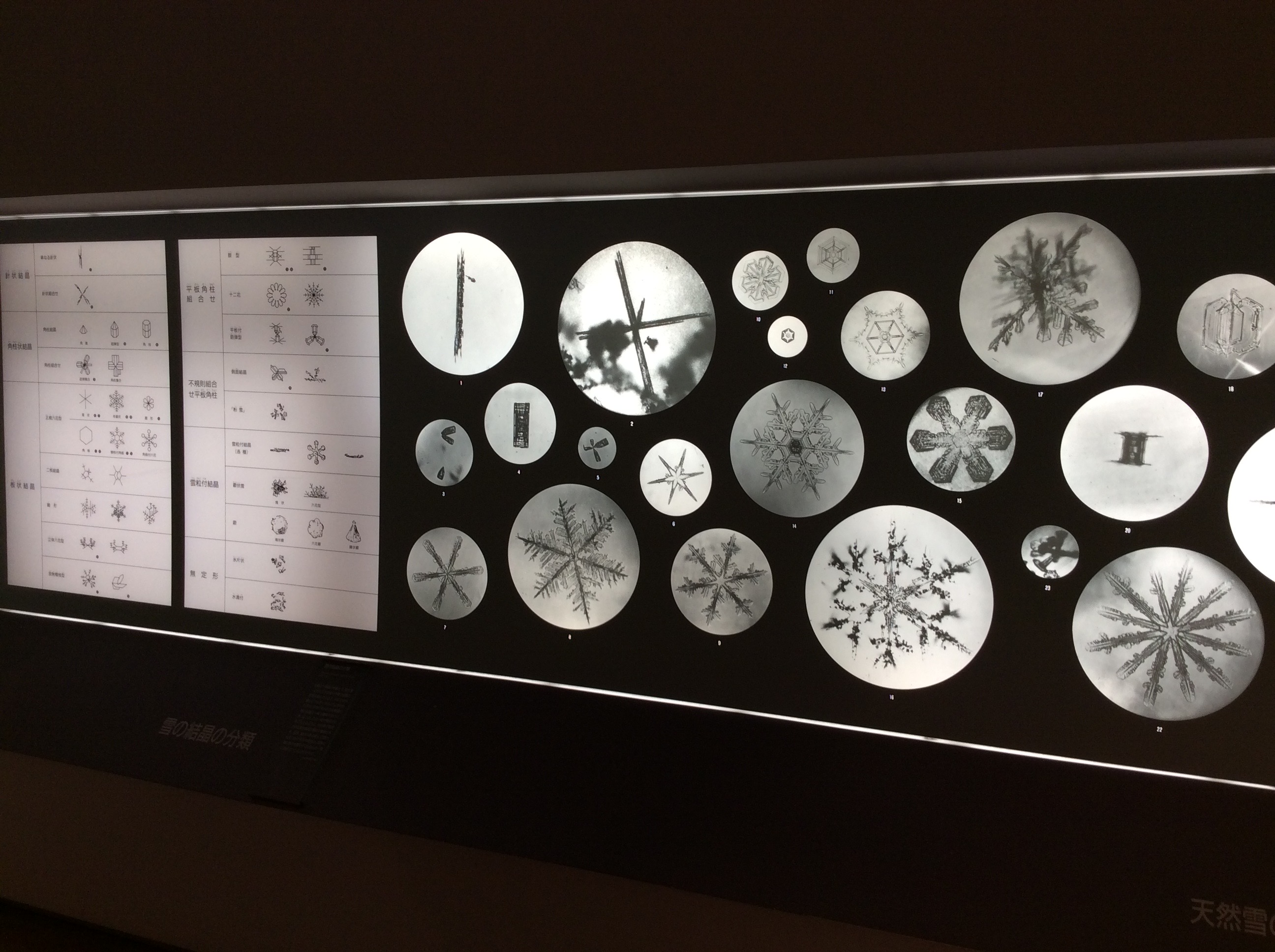
館内の様子。中谷による雪の結晶の写真。

## 概要
石川県江沼郡片山津町（現・加賀市）出身で、世界で初めて人工的に雪の結晶を作りだすことに成功し、低温科学の分野で世界的な研究を成し遂げた、物理学者・中谷宇吉郎を顕彰する目的で、1994年11月1日に開館した。近くには柴山潟や片山津温泉がある。館の設計を世界的建築家の磯崎新が手がけ、1994年11月に竣工した。
館内は、雪と氷にまつわる様々な展示がある。資料やスライドショーのみならず、「雪と氷の実験室」で雪や氷を作る事が出来る体験型の施設がある。中谷宇吉郎に関する展示も多く、自身の名言「雪は天から送られた手紙である」が記された掛軸がある。また、子供雪博士教室や講演会、コンサート、写真展などの雪にまつわるイベントも多く開催されている。

## 施設データ
- 〒922-0411 石川県加賀市潮津町イ106番地
- 現在の指定管理者は、雪の科学館指定管理者グループ[9][3][注釈 3]（代表：加賀市総合サービス株式会社、指定期間：2020年4月1日 - 2025年3月31日）。

2009年度までは市の直営施設であったが、2010年度から指定管理施設に移行した。
これまでの指定管理の実績は次のとおり。
第1期
加賀市総合サービス・I Love加賀ネットグループ（指定期間：2010年4月1日 - 2015年3月31日）
第2期
加賀市総合サービス・I Love加賀ネットグループ（指定期間：2015年4月1日 - 2020年3月31日）

## 利用案内
- 開館時間：9:00 ～ 17:00（入館は16:30まで）
- 休館日：毎週水曜日（祝日の場合は開館）、年末年始（要問合せ）
- 入館料：一般 560円、75歳以上 280円
  - 団体（20人以上）割引：一般 460円（事前予約要）
  - 高校生以下、障害者：無料（手帳・証明書提示）

## 沿革
- 1994年11月 - 施設建物が竣工[8]。
  - 11月1日 - 開館[6]。
- 2015年4月1日 - 加賀市の直営施設から指定管理施設に移行[12]。

## 交通アクセス
- JR西日本北陸新幹線・IRいしかわ鉄道線加賀温泉駅より車で10分。
- 北陸新幹線・IRいしかわ鉄道線小松駅より車で15分。
- 北陸自動車道片山津ICより車で5分
- JR加賀温泉駅より北鉄加賀バス「石川病院」行きに乗車、「雪の科学館前」で下車。約20分。
- JR加賀温泉駅より市内循環バス「CANBUS（キャン・バス）」「海まわり線」乗車、「中谷宇吉郎雪の科学館」で下車。約76分。逆に館から加賀温泉駅までは約23分。あるいは「小松空港線」乗車、往復とも約15分。
  - ※駐車場あり（乗用車30台、大型バス3台）。